# ワイドユー福島
『ワイドユー福島』（ワイドユーふくしま）とは、テレビユー福島で1983年12月5日から1990年3月30日まで放送されたのローカルニュース番組。

## 番組概要
テレビユー福島の開局翌日に放送を開始した。放送時間は月曜 - 金曜 18:00 - 18:30。ロゴはテレビユー福島のロゴをそのまま流用していた。また、初期のセットはクロマキーと天気図だけというシンプルな作りだった。
1990年4月の改編で7年弱の歴史に幕を閉じ、『ニュースの森ふくしま』に引き継がれた。

## 歴代キャスター
- 佐藤資治（当時アナウンサー、放送開始から1986年3月は月曜から金曜、1986年4月から1989年3月まで週前半を担当した。他部署異動に伴い降板）[1][2][3][4]
- 斉藤仁（当時報道記者、1986年4月から1989年3月までは週後半、1989年4月から放送終了までは月曜から金曜まで担当した。現在はTUF業務局長）[3][4]
- 桑折久子（当時アナウンサー、放送開始から1986年3月までは月曜から金曜、1986年4月から1988年3月までは週前半を担当した）[1][2][3]
- 澤田佳美（当時アナウンサー、1986年4月から1988年3月までは週後半、1988年4月から1989年3月までは週前半を担当した）[3][4]
- 佐藤千春（当時アナウンサー、1988年4月から1989年3月までは週後半、1989年4月から放送終了までは月曜から金曜まで担当した）[4]

## その他
- かつては、JNN東北・北海道交換ニュース（当放送局と北海道放送・青森テレビ・岩手放送・東北放送の5局）も放送していた。